# Ruslán y Liudmila
Ruslán y Liudmila (en ruso Руслан и Людмила) es un poema de Aleksandr Pushkin publicado en 1820. Está escrito como un cuento de hadas épico, compuesto por una dedicatoria, seis cantos y un epílogo. Narra la historia del rapto de la hija del príncipe Vladímir de Kiev, Liudmila, por el malvado enano mago Chernomor, y los esfuerzos por rescatarla del valiente caballero Ruslán. 

## Origen
Pushkin empezó a escribir el poema en 1817, mientras estudiaba en el Liceo Imperial de Tsárskoye Seló. Se basó en cuentos populares rusos que había escuchado en su infancia. Se publicó en 1820, poco después de que Pushkin fuera desterrado al sur de Rusia por sus ideas políticas expresadas en poemas como su Oda a la libertad. Una nueva edición con algunas correcciones apareció en 1828.

## Adaptaciones
En el poema se basa la ópera del mismo título compuesta por Mijaíl Glinka entre 1837 y 1842.
En 1972 se produjo en la Unión Soviética una película basada en el poema, dirigida por Aleksandr Ptushkó e interpretada por Valeri Kozinets y Natalia Petrova. Otras versiones cinematográficas son una película muda producida por la compañía de Aleksandr Janzhónkov, dirigida por Wladyslaw Starewicz, y un telefilme basado en la ópera de Glinka, dirigido en 1966 por Hans Hulscher para la NHK.